# Белгийска съпротива
Белгийската съпротива е съпротивително движение в Белгия по време на германската окупация през Втората световна война.
То включва множество идеологически и етнически разнородни групи, действащи срещу германското присъствие в страната. Те извършват саботажни и терористични акции, издават нелегални вестници, събират разузнавателна информация. Според по-късни оценки около 5% от населението на страната участва в различни форми на съпротивителна дейност, а броят на жертвите сред Съпротивата се оценява на повече от 19 хиляди души.